# It's Alright - 버티고
It's Alright - 버티고는 2022년에 개봉한 대한민국의 단편 영화이다.

## 출연진
- 엄기준